# Джевонс, Уильям Стенли
 Уильям Стэнли Джевонс (англ. William Stanley Jevons; 1 сентября 1835, Ливерпуль — 13 августа 1882, близ Гастингса) — английский логик, экономист и философ науки, профессор логики, философии и политической экономии. Основатель математической школы в политической экономии, один из основоположников теории предельной полезности.

## Биография
Семья Джевонса принадлежала к унитариям. Мать — Мэри Энн Джевонс, поэтесса, дочь Уильяма Роскоу.
В связи с тяжелым материальным положением его семьи (отец — преуспевающий ливерпульский торговец железом — обанкротился в результате кризиса 1847 г.) Джевонс не смог окончить образование в Лондонском университетском колледже, где ранее изучал химию и металлургию. В 19 лет он покинул Англию, чтобы поступить на службу пробирщиком на Австралийский монетный двор в Сиднее. Служебные обязанности оставляли любознательному и честолюбивому юноше достаточно времени для изучения метеорологии, проблем железнодорожного транспорта, экономической науки, сбора статистического материала и серьёзного увлечения фотографией. Проведя в Австралии пять лет, Джевонс вернулся в Лондон для завершения университетского образования, но на этот раз выбрал экономику. В 1862 г. Джевонс без особого успеха представляет в Британскую ассоциацию две свои работы: краткие тезисы «Об общей математической теории политической экономии» (см. русский перевод, 1993), в которых сжато и даже без формул и графиков изложено основное содержание будущей «Теории политической экономии», и заметку о статистических способах исследования сезонных колебаний. Гораздо большую известность принесли ему работы по практическим вопросам, посвященные цене золота (1863) и «угольному вопросу» (1865), — в последней рассматривались проблемы, связанные с будущим истощением угольных запасов Англии.
С 1863 по 1876 Джевонс преподавал в Манчестере, а с 1876 по 1880 гг. — в Лондонском университетском колледже. В 1871 и 1874 соответственно выходят в свет его самые знаменитые книги: «Теория политической экономии» и «Принципы науки — трактат о логике и научном методе».
В 1867 году Джевонс женился на Гарриет Энн Тейлор, дочери Джона Эдварда Тейлора, основателя и владельца Manchester Guardian.
13 августа 1882 года Джевонс утонул во время купания недалеко от Гастингса.

## Вклад в науку
Джевонс был одним из самых разносторонних экономистов своего времени: его в равной степени увлекали теоретические проблемы экономической науки, прикладной анализ (например, рынков угля и золота), статистические исследования — Джевонс внес большой вклад в разработку теории индексов, а также попытался создать теорию экономического цикла, основанную на периодичности солнечной активности — и вопросы логики и методологии науки — здесь Джевонс продемонстрировал необычайно широкий кругозор, выходящий за рамки экономической теории, заложив основы современной логики, — интересно, что в его трактате даже не нашлось места для методологических проблем экономической теории. Хотя Джевонс не оставил специальных трудов по истории экономической мысли, ему принадлежит наиболее подробное для своего времени и наиболее уважительное к своим предшественникам и современникам описание исторического развития математической теории предельной полезности у разных авторов прошлого и настоящего (см. предисловие ко второму изданию «Теории…», 1879).
В историю экономической мысли Джевонс вошел в первую очередь как автор книги «Теория политической экономии», выход которой одновременно с основными трудами Менгера и Вальраса ознаменовал начало маржиналистской революции.
В предисловии Джевонс формулирует свой знаменитый тезис о том, что «наша наука должна быть математической хотя бы потому, что имеет дело с количествами». Хотя экономические зависимости можно описать и словами, но математический язык более точен и легче воспринимается. Чтобы экономическая наука действительно стала точной, она нуждается в расширении и совершенствовании статистических данных, которые позволят дать формулам количественную определённость. Свою же теорию Джевонс характеризует как «механику полезности и собственного интереса».

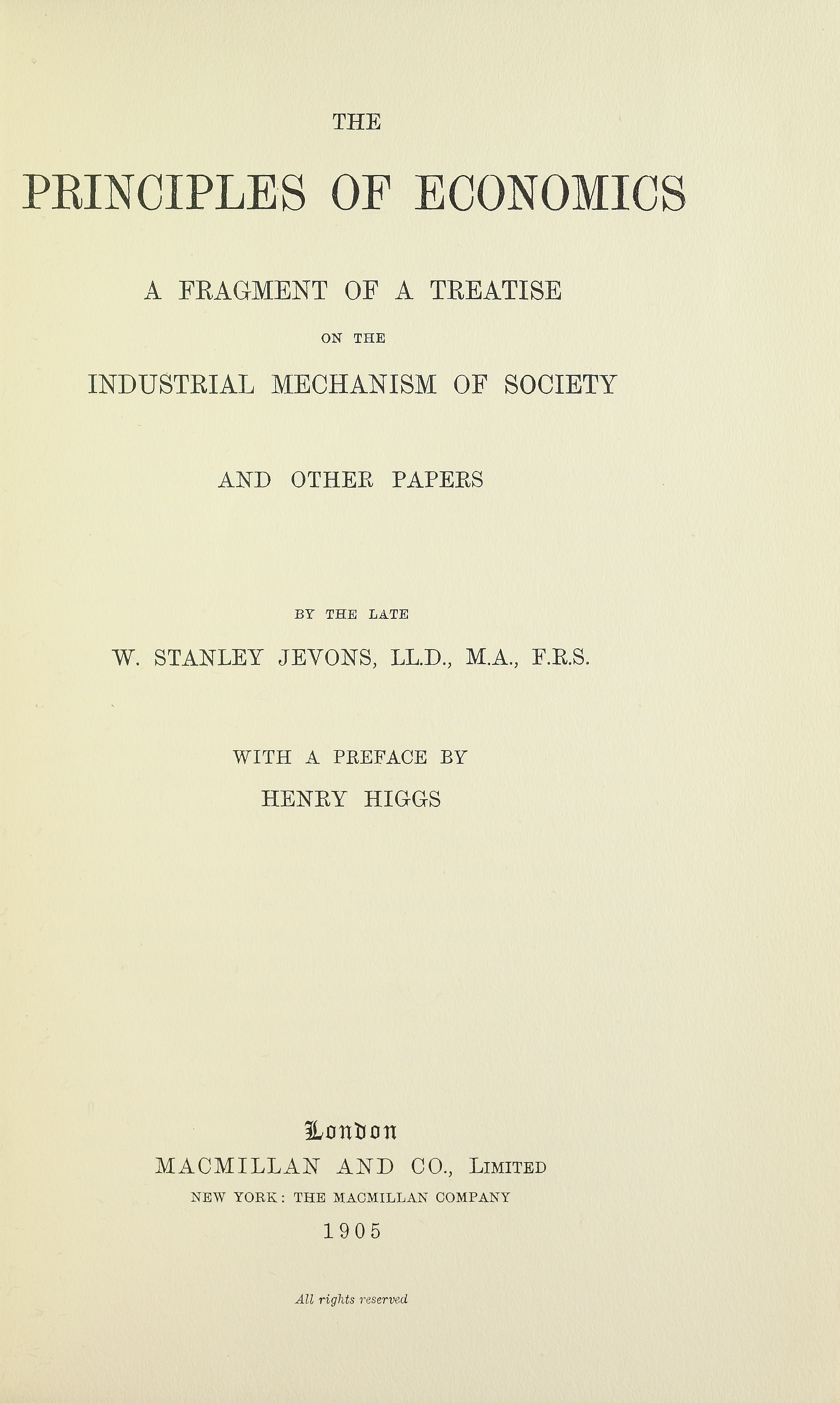
Principles of economics, 1905

Главную проблему экономической науки видел в изучении потребления, основным законом которого считал закон убывающей предельной полезности. Одним из первых попытался применить математические средства к экономическому анализу. Продолжал разработку математической логики, начатую Дж. Булем. В основу логической теории, ядро которой составляло исчисление классов, Джевонс положил «принцип замещения подобных». Создал одну из первых логических машин (1869). Связал теорию логической индукции с теорией вероятностей.

### Теория полезности Джевонса
Джевонс утверждает, что основной проблемой экономической науки (здесь автор уже использует термин «economics», а не «political economy») является максимизация удовольствия. Термин же «полезность» означает абстрактное свойство объекта соответствовать нашим целям, то есть «все, что доставляет нам удовольствия или избавляет от страданий, может обладать полезностью». Общая полезность имеющихся у нас единиц блага зависит от его количества. Джевонса всегда интересует полезность последнего приращения блага (все равно — потребленного или только намечаемого к потреблению), которую он назвал «последней степенью полезности» (англ. final degree of utility). Последняя степень полезности имеет тенденцию убывать с ростом количества блага, Джевонс не утверждает, что он открыл этот «великий принцип», позднее названный первым законом Госсена, ссылаясь на Н. Сениора и Р. Дженнингса (в то время он еще не читал самого Госсена), но отмечает, что, как правило, его предшественникам не давалась ясная формулировка.

### Теория обмена Джевонса
Джевонс считал вопрос обмена ключевым в экономике. Он пишет «обмен является настолько важным процессом в максимизации полезности и экономии труда, что некоторые экономисты считают, что их наука рассматривает только эту операцию» и далее «невозможно иметь правильное представление об экономической науке без полного понимания теории обмена». Теория обмена Джевонса опирается на два основных утверждения, Первое — закон отсутствия ценовой дискриминации (the law of indiference) и второе — предельная полезность. Если x и y — количества обмениваемых товаров, то первое условие Джевонс представил в виде:
{\displaystyle {\frac {\partial y}{\partial x}}={\frac {y}{x}}}
то есть отношение малых приращений равно отношению обмениваемых количеств. А второе утверждение выражается уравнениями :
{\displaystyle {\frac {\phi _{1}(a-x)}{\psi _{1}(y)}}={\frac {\partial y}{\partial x}}} и {\displaystyle {\frac {\phi _{2}(x)}{\psi _{2}(b-y)}}={\frac {\partial y}{\partial x}}}
где функции {\displaystyle \phi _{1},\psi _{1},\phi _{2},\psi _{2}} означают предельную полезность для первого(1) и второго(2) участников обмена, причём первый отдаёт x товаров из имеющегося у него количества a, второй же отдаёт y из имеющегося количества b. Из первого и второго утверждений Джевонс получает систему уравнений:
{\displaystyle {\frac {\phi _{1}(a-x)}{\psi _{1}(y)}}={\frac {y}{x}}={\frac {\phi _{2}(x)}{\psi _{2}(b-y)}}}
после чего он пишет: «Двух уравнений достаточно для определения результатов обмена, поскольку речь идет только о двух неизвестных величинах, а именно, x и y, то есть о количестве отданном и полученном.» Таким образом Джевонс решил задачу обмена на основе предельной полезности. Однако впоследствии Эджуорт раскритиковал первое из использованных Джевонсом утверждений, а именно то утверждение, что каждая порция товара должна обмениваться в том же отношении, что и окончательная пропорция обмена. Сам Эджуорт предложил заменить первое утверждение «совершенной конкуренцией», когда на рынке бесконечно много покупателей и продавцов, и показал, что в этом случае существует решение задачи обмена.

### Парадокс Джевонса
В экономической теории парадокс Джевонса (иногда эффект Джевонса) — ситуация, когда технологический прогресс, который увеличивает эффективность использования ресурса, может увеличивать (а не уменьшать) объём его потребления.
В 1865 году Джевонс отметил, что технологические усовершенствования, которые увеличивают эффективность использования угля, ведут к увеличению потребления угля в различных сферах промышленности. Он утверждал, что, вопреки интуиции, нельзя полагаться на технологические усовершенствования в деле снижения потребления топлива.
Данный вопрос был вновь рассмотрен современными экономистами, изучавшими обратный эффект потребления от повышения энергоэффективности. В дополнение к уменьшению объёма, необходимого для определённого применения, повышение эффективности снижает относительную стоимость использования ресурса, что ведёт к увеличению спроса на ресурс, потенциально препятствуя любой экономии от увеличенной эффективности. Кроме того, повышение производительности ускоряет экономический рост, дополнительно увеличивая спрос на ресурс. Парадокс Джевонса имеет место, когда эффект повышения спроса преобладает, что приводит к увеличению использования ресурса.
Парадокс Джевонса используется для демонстрации бесполезности энергосбережения, так как увеличение эффективности может увеличивать потребление топлива.

### Число Джевонса
Джевонс написал в своих «Принципах науки»: «Может ли читатель сказать, какие два числа, перемноженные вместе, будут составлять число 8616460799? Думаю, вряд ли кто-то кроме меня когда либо это узнает». Это число стало известно как число Джевонса и было разложено Дерриком Н. Лемером в 1903 году и позже на карманном калькуляторе Соломоном Голомбом.
Логика, по его мнению, занимается «открытием и описанием всеобщих форм мышления, которые мы должны употреблять всегда, когда мы умозаключаем».
Тремя частями логики он считает термины, предложения и силлогизмы, которым соответствует три рода мышления: понятие, суждение, умозаключение.
Суждение Джевонс определяет как действие ума состоящее в сравнении двух данных в понятии идей, но при этом высказывает следующее предположение: «когда мы верно мыслим, то должны мыслить о вещах так, как они есть: состояние ума внутри нас должно соответствовать положению вещей вне нас во всех случаях, когда представляется возможность сравнивать их».
Силлогизмом Джевонс называл посредственное (непрямое) умозаключение посредством среднего термина и отличал его от непосредственного (прямого) умозаключения, которое совершается без третьего, или среднего, термина.
Он переоценивал значение индукции, считая её более важным родом умозаключения, чем традукция, или дедукция. Некоторая переоценка индукции Джевонсом исходит из взгляда о том, что якобы только индукция служит для открытия общих законов, отношений причины и действия, словом всех общих истин, которые можно утверждать относительно многочисленных событий, совершающихся в окружающем мире. Индукция, говорит Джевонс, «будет способом, посредством которого уму доставляются все материалы знания и анализируются им.
Дедукцию же он рассматривает как важный процесс, посредством которого собранное с помощью индукции знание утилизируется и становятся возможными новые индукции более сложного характера».
В основу своей системы математической логики, в которой Джевонс продолжал и развивал алгебру логики, он положил формально-логические законы (тождества, противоречия и исключённого третьего) и принцип замещения, действующие во всех формах умозаключения и в исчислении классов математической логики.
Суждение, являющееся предметом исследования математической логики, истолковывается Джевонсом как отношение тождества между субъектом и предикатом. Тождество может быть простым, частичным и ограниченным. Связка «есть» (или «суть») в суждении заменяется знаком равенства(=).
Для символического обозначения классов Джевонс вводит заглавные латинские буквы. Закон противоречия символически выражается им формулой: Аа = 0. Где А — какой-то произвольный класс, а — отрицание класса А, 0 — знак нулевого класса. Эта формула гласит, что две противоположные мысли одновременно не могут быть истинами, то есть утверждение и отрицание дают нуль.
Джевонс ввёл в обиход науки понятие типа булевой функции, которое в последующем развитии алгебры логики (и её приложений) сыграло серьёзную роль. Им в 1869 году построены логические счёты и «логическая машина», похожая на небольшое фортепиано, на котором имеется 21 клавиша. На клавишах левой половины «логической машины» написаны буквы, символизирующие субъект какого-то суждения; на клавишах правой стороны — буквы, символизирующие предикат суждения. Средний выполняет роль связки в суждении.
Боковые клавиши необходимы для остановки машины, а клавиши с точками означают разделительные союзы. Для того, чтобы решить какое-то логическое уравнение, необходимо нажать на клавиши в соответствии с символами исходных посылок. После того, как «машина» получит все посылки, она выдаст получившийся вывод умозаключения.

## Сочинения

### Книги
- Джевонс У. С. Деньги и механизм обмена = Money and the mechanism of exchange (1875). — Челябинск: Социум, 2005. — 192 с.
- Джевонс В.-С. Политическая экономия = A Primer on Political Economy (1878). — СПб., 1905.
- Jevons W. S. Elementary Lessons in Logic: Deductive and Inductive: with Copious Questions and Examples, and a Vocabulary of Logical Terms — London: MacMillan and Co, 1870.
  - Элементарный учебник логики дедуктивной и индуктивной с вопросами и примерами / Пер. с 7-го англ. изд. М. А. Антоновича. — СПб., 1881. — 366 с.
- Основы науки. Трактат о логике и научном методе = The Principles of Science: A Treatise on Logic and Scientific Method. / Пер. со 2-го англ. изд. М. Антоновича. — СПб., 1881. — 713 с.
  - Основы науки. Трактат о логике и научном методе = The Principles of Science: A Treatise on Logic and Scientific Method (1874). — М.: Либроком, 2016—744 с. — ISBN 978-5-397-05254-2.
  - Чистая логика.(Pure logic, 1864);
  - «Замещение подобных» (The substitution of similars, 1869)
  - «Основы науки» (Theprinciples of science, 1874, рус. пер. 1881)
- Jevons W. S. The Theory of Political Economy — London: Macmillan & Co, 1871.
  - Теория политической экономии : с приложением «Учебника политической экономики» / Пер. с англ. Н. В. Автономова. — М. : [б. и.] ; Челябинск : Социум, 2021. — 476 с. : ил. ISBN 978-5-91603-144-7

### Статьи
- Джевонс У. С. Об общей математической теории политической экономии // Вехи экономической мысли. Т. 1. Теория потребительского поведения и спроса / Под ред. В. М. Гальперина — СПб.: Экономическая школа, 2000—380 с. — С.67—69 — ISBN 5-900428-48-6 (англ. Notice of a general mathematical theory of political economy, 1862);
- Джевонс У. С. Краткое сообщение об общей математической теории политической экономии // Вехи экономической мысли. Т. 1. Теория потребительского поведения и спроса / Под ред. В. М. Гальперина. — СПб.: Экономическая школа, 2000—380 с. — С.70—77 — ISBN 5-900428-48-6 (англ. Brief account of a general mathematical theory of political economy, 1866).